# Message for Albert
Message for Albert è l'album di debutto del cantante statunitense Five for Fighting, pubblicato nel 1997.

## Tracce
1. "Bella's Birthday Cake"
2. "Day by Day"
3. "The Garden"
4. "Ocean"
5. "Happy"
6. "Love Song"
7. "Wise Man"
8. "White Picket Fence"
9. "2 Frogs"
10. "10 Miles from Nowhere"
11. "Last Great American"
12. (European B-Side)